# Rapateaceae
Rapateaceae nom. cons., porodica jednosupnica u tropskim područjima Južne Amerike i Afrike. Postoji devedesetak vrsta u 17 rodova.

## Opis
Rapateaceae su monofiletska porodica od 17 rodova s najvećom raznolikošću vrsta na planinama i savanama Gvajanskog štita. Porodica je zaintrigirala botaničare zbog svoje zanimljive i neobične morfologije cvatova i listova. Malo pleme Schoenocephalieae (tri roda i sedam vrsta) regionalno je cijenjeno zbog svojih raskošnih cvatova koji se beru kao “vječno cvijeće”.  Schoenocephalieae pokazuju moguće prilagodbe svojim oligotrofnim, otvorenim i požarima sklonim staništima, kao što su obilna sluz, idioblasti koji sadrže tvar nalik taninu, vlakna lista, prisutnost epidermalnog silicija, stvaranje telmata u Guacamaya i vezikularno-arbuskularne mikorizne gljive.

## Rodovi
1. Subfamilia Rapateoideae Meisn.
  1. Spathanthus Desv. (2 spp.)
  2. Duckea Maguire (4 spp.)
  3. Cephalostemon R. H. Schomb. (5 spp.)
  4. Rapatea Aubl. (22 spp.)
2. Subfamilia Monotremoideae Givnish & P. E. Berry
  1. Maschalocephalus Gilg & K. Schum. (1 sp.)
  2. Windsorina Gleason (1 sp.)
  3. Potarophytum Sandwith (1 sp.)
  4. Monotrema Körn. (4 spp.)
3. Subfamilia Saxofridericioideae Maguire
  1. Tribus Schoenocephalieae Maguire
    1. Kunhardtia Maguire (2 spp.)
    2. Guacamaya Maguire (1 sp.)
    3. Schoenocephalium Seub. (4 spp.)

  2. Tribus Saxofridericieae Maguire
    1. Saxofridericia R. H. Schomb. (9 spp.)
    2. Marahuacaea Maguire (1 sp.)
    3. Phelpsiella Maguire (1 sp.)
    4. Epidryos Maguire (4 spp.)
    5. Amphiphyllum Gleason (1 sp.)
    6. Stegolepis Klotzsch ex Körn. (33 spp.)